# Bangorejo (Bangorejo)
Bangorejo is een bestuurslaag in het regentschap Banyuwangi van de provincie Oost-Java, Indonesië. Bangorejo telt 8610 inwoners (volkstelling 2010).